# Thekkumkara
Thekkumkara es una ciudad censal situada en el distrito de Thrissur en el estado de Kerala (India). Su población es de 15258 habitantes (2011). Se encuentra a 13 km de Thrissur y a 85 km de Cochín.

## Demografía
Según el censo de 2011 la población de Thekkumkara era de 15258 habitantes, de los cuales 7110 eran hombres y 8148 eran mujeres. Thekkumkaratiene una tasa media de alfabetización del 92,75%, inferior a la media estatal del 94%: la alfabetización masculina es del 95,98%, y la alfabetización femenina del 89,99%.